# Dofí septentrional
El dofí septentrional (Lissodelphis borealis) és un dofí del gènere Lissodelphis. Les cries són d'un color marró grisós o a vegades color crema. Guarden aquest color durant un any, abans que el seu cos esdevingui negre, amb un ventre blanc clar i la punta del maxil·lar inferior blanca. Viuen al nord de l'oceà Pacífic. A diferència d'altres dofins, manquen d'aleta dorsal.